# Charles Porter (lekkoatleta)
Charles Michael „Chilla” Porter (ur. 11 stycznia 1936 w Brisbane, zm. 15 sierpnia 2020 w Innaloo) – australijski lekkoatleta, skoczek wzwyż.
23 listopada 1956 zdobył srebrny medal igrzysk olimpijskich w 1956 w Melbourne, przegrywając po zaciętej walce tylko z Charlesem Dumasem ze Stanów Zjednoczonych. Ustanowił wówczas swój rekord życiowy – 2,10 m (wynik ten był do 1962 rekordem Australii). 
Na igrzyskach Imperium Brytyjskiego i Wspólnoty Brytyjskiej w 1958 w Cardiff zdobył srebrny medal, ulegając jedynie Ernle Haisleyowi  Jamajki, a wyprzedzając Roberta Kotei z Ghany. Odpadł w kwalifikacjach na igrzyskach olimpijskich w 1960 w Rzymie. Na igrzyskach Imperium Brytyjskiego i Wspólnoty Brytyjskiej w 1962 w Perth ponownie wywalczył srebrny medal, za swym rodakiem Percym Hobsonem, a przed Antonem Norrisem z Barbadosu.
Siedmiokrotnie był mistrzem Australii w skoku wzwyż, od mistrzostw w 1954/1955 bez przerwy do mistrzostw w 1960/1961.
Jego synem jest Christian Porter, polityk, prokurator generalny Australii.